# 쇠찌르레기
쇠찌르레기(영어: Chestnut-cheeked Starling, 학명: Agropsar philippensis)는 참새목 찌르레기과에 속하는 새이다. 한국에서는 드물게 보이는 나그네새이며 번식하는 개체도 있다.

## 생김새
수컷은 살짝 노란색 기운이 있는 흰색 머리와 적갈색 귀깃과 옆목을 가진 것이 특징이다. 몸 바깥쪽 둘째날개깃에 흰색이 있다. 암컷은 북방쇠찌르레기와 달리 어깨에 흰색 선이 없고 가운데날개덮깃 일부분이 흰색이다.

## 서식지
사할린 남부, 일본, 한국 등지에서 번식하고 필리핀, 보르네오 북부에서 월동을 한다. 평지와 인가 주변 산림에서 서식한다.